# Carlos Costa
Carlos Costa (ur. 22 kwietnia 1968 w Barcelonie) – hiszpański tenisista, reprezentant w Pucharze Davisa, olimpijczyk z Atlanty (1996).
Prywatnie nie jest spokrewniony z Albertem Costą, również tenisistą.

## Kariera tenisowa
Jako zawodowy tenisista Costa występował w latach 1988−1999.
Costa opierał swoją grę na topspinowych uderzeniach z głębi kortu (bekhend jednoręczny), rzadko szukając rozwiązań wolejowych.
Na początku lat 90. był zaliczany do najlepszych specjalistów gry na nawierzchni ziemnej, dzięki czemu wygrał 6 turniejów singlowych i w dalszych 7 dochodził do finałów, a w maju 1992 roku awansował na 10. miejsce w rankingu światowym. W grze podwójnej Hiszpan został mistrzem 5 turniejów, a w 3 kończył udział jako finalista. Najwyższe miejsce rankingowe w klasyfikacji gry podwójnej zajmował we wrześniu 1989 roku − nr 40.
W 1991 roku doszedł do 3 rundy wielkoszlemowego French Open oraz półfinałów turniejowych w Guarujrze i Florencji. Wiosną 1992 roku był jednym z wiodących graczy sezonu na kortach ziemnych − wygrał 2 pierwsze europejskie imprezy na tej nawierzchni w Estoril (po zwycięstwach w półfinale nad Emilio Sánchezem i w finale z Sergim Bruguerą) i Barcelonie (w półfinale pokonał Alberto Manciniego, w finale Magnusa Gustafssona), następnie doszedł do finału w Madrycie (w finale uległ Bruguerze), półfinału w Hamburgu (pokonał m.in. Andre Agassiego, przegrał z wiceliderem rankingu Stefanem Edbergiem) oraz finału Rzymie (pokonał m.in. Petra Kordę, przegrał w finale z Jimem Courierem). W świetle tych wyników zaliczano go do faworytów French Open, ale w Paryżu zdołał dojść do 4 rundy, gdzie Goranowi Ivaniševiciowi. Po mistrzostwach Francji grał już mniej skutecznie, notując m.in. 4 rundę podczas US Open.
W 1993 roku był w finale turnieju w Meksyku (przegrał z Thomasem Musterem) i ponownie doszedł do 4 rundy French Open. Tym razem w Paryżu zrewanżował się Ivaniševiciowi w 3 rundzie, ale w następnym meczu przegrał z Richardem Krajickiem (8:10 w piątym secie). Costa wyeliminował Ivaniševicia także w drodze do 3 rundy US Open (uległ Jamiemu Morganowi). Wcześniej wygrał turniej w Hilversum, pokonując w decydującym meczu Magnusa Gustaffsona. Drugi tytuł w sezonie 1993 zdobył pod koniec roku, w Buenos Aires (w finale z Alberto Berasateguim).
Wiosnę na europejskich turniejach na nawierzchni ziemnej w 1994 roku rozpoczął wygraną w Estoril (w półfinale pokonał przyszłego triumfatora French Open Alberta Costę − zbieżność nazwisk przypadkowa, w finale broniącego tytułu Andrija Medwediewa). Doszedł także do finału w Barcelonie, ale nie sprostał w nim Richardowi Krajickowi. Ostatni turniej w karierze Costa wygrał latem 1994 roku, w San Marino (w finale z Niemcem Oliverem Grossem).
W kolejnych latach nie nawiązał już do poprzednich sukcesów. Był jeszcze w 3 finałach turniejowych, sporadycznie pokonywał graczy z czołówki światowej, m.in. w Indian Wells w 1995 roku Jima Couriera, na tym samym turnieju w 1996 roku Borisa Beckera i Alberta Costę, w Monte Carlo w 1996 Michaela Changa, w Monte Carlo w 1997 Wayne'a Ferreirę, w Barcelonie w 1998 Gustavo Kuertena, w Stuttgarcie w 1998 Àlexa Corretję. Ostatnie półfinały turniejów ATP World Tour osiągnął w 1997 roku (Båstad i San Marino). Po raz ostatni wystąpił we wrześniu 1999 na turnieju na Majorce.
Jako deblista najskuteczniejszą parę tworzył z rodakiem Tomásem Carbonellem (3 wygrane turnieje, ćwierćfinał French Open 1989).
Barw narodowych bronił w Pucharze Davisa (1992−1997), jako singlista i deblista (z Carbonellem i Corretją) oraz Drużynowym Pucharze Świata (finał w 1994, przegrany z zespołem niemieckim). Bilans jego występów w Pucharze Davisa wynosi 6 zwycięstw i 5 porażek.
Uczestniczył również w igrzyskach olimpijskich w Atlancie w 1996 roku, gdzie w 1 rundzie przegrał z Andreą Gaudenzim.
Po zakończeniu aktywnej kariery zajmował się pracą trenerską, uczestniczy także w rywalizacji weteranów (m.in. był finalistą turnieju cyklu Merrill Lynch Tour of Champions w Barcelonie w 2006).

### Finały w turniejach ATP World Tour
| Legenda                                      |
| -------------------------------------------- |
| Wielki Szlem                                 |
| Igrzyska olimpijskie                         |
| Tennis Masters Cup / ATP Finals              |
| ATP Masters Series / ATP Tour Masters 1000   |
| ATP International Series Gold / ATP Tour 500 |
| ATP International Series / ATP Tour 250      |

#### Gra pojedyncza (6–7)
| Końcowy wynik | Nr | Data              | Turniej      | Nawierzchnia | Przeciwnik          | Wynik finału     |
| ------------- | -- | ----------------- | ------------ | ------------ | ------------------- | ---------------- |
| Zwycięzca     | 1. | 5 kwietnia 1992   | Estoril      | Ceglana      | Sergi Bruguera      | 4:6, 6:2, 6:2    |
| Zwycięzca     | 2. | 12 kwietnia 1992  | Barcelona    | Ceglana      | Magnus Gustafsson   | 6:4, 7:6(3), 6:4 |
| Finalista     | 1. | 3 maja 1992       | Madryt       | Ceglana      | Sergi Bruguera      | 6:7(6), 2:6, 2:6 |
| Finalista     | 2. | 17 maja 1992      | Rzym         | Ceglana      | Jim Courier         | 6:7(3), 0:6, 4:6 |
| Finalista     | 3. | 28 lutego 1993    | Meksyk       | Ceglana      | Thomas Muster       | 2:6, 4:6         |
| Zwycięzca     | 3. | 1 sierpnia 1993   | Hilversum    | Ceglana      | Magnus Gustafsson   | 6:1, 6:2, 6:3    |
| Zwycięzca     | 4. | 14 listopada 1993 | Buenos Aires | Ceglana      | Alberto Berasategui | 3:6, 6:1, 6:4    |
| Zwycięzca     | 5. | 3 kwietnia 1994   | Estoril      | Ceglana      | Andrij Medwediew    | 4:6, 7:5, 6:4    |
| Finalista     | 4. | 10 kwietnia 1994  | Barcelona    | Ceglana      | Richard Krajicek    | 4:6, 6:7(6), 2:6 |
| Zwycięzca     | 6. | 14 sierpnia 1994  | San Marino   | Ceglana      | Oliver Gross        | 6:1, 6:3         |
| Finalista     | 5. | 18 czerwca 1995   | Porto        | Ceglana      | Alberto Berasategui | 6:3, 3:6, 4:6    |
| Finalista     | 6. | 27 sierpnia 1995  | Umag         | Ceglana      | Thomas Muster       | 6:3, 6:7(5), 4:6 |
| Finalista     | 7. | 23 czerwca 1996   | Bolonia      | Ceglana      | Alberto Berasategui | 3:6, 4:6         |

#### Gra podwójna (5–3)
| Końcowy wynik | Nr | Data              | Turniej      | Nawierzchnia | Partner             | Przeciwnicy                        | Wynik finału  |
| ------------- | -- | ----------------- | ------------ | ------------ | ------------------- | ---------------------------------- | ------------- |
| Zwycięzca     | 1. | 13 listopada 1988 | Buenos Aires | Ceglana      | Javier Sánchez      | Eduardo Bengoechea José Luis Clerc | 6:3, 3:6, 6:3 |
| Zwycięzca     | 2. | 17 września 1989  | Madryt       | Ceglana      | Tomás Carbonell     | Francisco Clavet Tomáš Šmíd        | 7:5, 6:3      |
| Finalista     | 1. | 30 września 1990  | Palermo      | Ceglana      | Horacio de la Peña  | Sergio Casal Emilio Sánchez        | 3:6, 4:6      |
| Finalista     | 2. | 16 czerwca 1991   | Florencja    | Ceglana      | Juan Carlos Báguena | Ola Jonsson Magnus Larsson         | 6:3, 1:6, 1:6 |
| Zwycięzca     | 3. | 4 sierpnia 1991   | San Marino   | Ceglana      | Jordi Arrese        | Christian Miniussi Diego Pérez     | 6:3, 3:6, 6:3 |
| Finalista     | 3. | 3 maja 1992       | Madryt       | Ceglana      | Francisco Clavet    | Patrick Galbraith Patrick McEnroe  | 3:6, 2:6      |
| Zwycięzca     | 4. | 2 maja 1993       | Madryt       | Ceglana      | Tomás Carbonell     | Luke Jensen Scott Melville         | 7:6, 6:2      |
| Zwycięzca     | 5. | 14 listopada 1993 | Buenos Aires | Ceglana      | Tomás Carbonell     | Sergio Casal Emilio Sánchez        | 6:4, 6:4      |